# Воронин, Лука Алексеевич

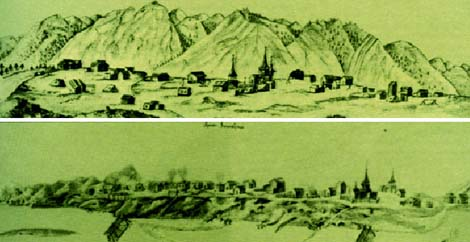
Рисунки Л. Воронина. Город Зашиверск (1785—1792)

Рисунок Л. Воронина. Поселение юкагиров (1785—1792)

Лука́ Алексе́евич Воро́нин (1765 — год смерти неизвестен) — русский художник, рисовальный мастер, этнограф, путешественник и мореплаватель, первый российский арктический живописец.

## Биография
С 1770 года — воспитанник Императорской Академии художеств.
После окончания Академии был зачислен в экспедицию И. Биллингса-Г. Сарычева (1785—1793) по северо-восточной части Сибири и Северного Ледовитого океана. Плавал в Охотском и Беринговом морях, а также в заливе Аляска, сопровождал Биллингса в путешествии по Чукотскому полуострову, участвовал в походе Г. Сарычева по Восточной Сибири.
Исполнил зарисовки Чукотского моря, Колымы, сцены быта народов, населяющих эти районы. В путешествии рисовал — природу, людей, их жилища, одежду, утварь, оружие и транспорт.
После возвращения в Санкт-Петербург (1793) служил в чертежной Главного Адмиралтейства.
Дальнейшая судьба Луки Воронина неизвестна.
Его работы хранятся в Центральном военно-морском архиве и Российской национальной библиотеке.